# ستراتون أوكمونت
ستراتون أوكمونت (بالإنجليزية: Stratton Oakmont)‏ هي شركة كانت في لونغ آيلاند، نيويورك، «تقوم بأعمال غير شرعية» أسسها سمسار البورصة جوردان بيلفورت. قامت بعمليات غير شرعية على العديد من المساهمين في البورصة مما أدى إلى اعتقال وسجن العديد من المديرين التنفيذيين، وإغلاق الشركة

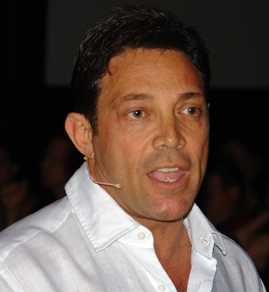
جوردان بيلفورت عام 2010

## تاريخ
جوردان بيلفورت أسس شركة ستراتون أوكمونت في أواخر الثمانينات مع داني بوروش. وفي وقت سابق افتتح بيلفورت امتياز ستراتون للأوراق المالية، وسيط تاجر صغير، ثم اشترى الشركة بأكملها. ستراتون أوكمونت كانت أكبر شركة في البلاد خلال أواخر الثمانينات والتسعينات. وكانت الشركة مسؤولة عن الاكتتاب العام الأولي من 35 شركة، بما في ذلك شركة ستيف مادن. لم يكن لدى ستراتون أوكمونت وظيفة مراقبة المنتج للتحقق من أسعار مواقفها ومراقبة نشاط التداول
كانت شركة ستراتون أوكمونت تخطط في عمليات المضخات والتفريغ، وهي شكل من أشكال احتيال الأسهم الصغيرة التي تنطوي على تضخيم مصطنع لأسعار الأسهم المملوكة من خلال بيانات إيجابية كاذبة ومضللة، لبيع الأسهم التي تم شراؤها بتكلفة زهيدة بسعر أعلى. وبمجرد أن مشغلي المخطط «التفريغ» أسهمهم مبالغ فيها، فإن السعر ينخفض ويخسر المستثمرون أموالهم. حاولت شركة ستراتون أوكمونت أيضاً الحفاظ على سعر السهم عن طريق رفض قبول أو معالجة أوامر لبيع الأسهم. وتسمى الأسهم التي هي موضوع مخططات المضخات والتفريغ في بعض الأحيان «الأسهم الخردة»
وفي عام 1995 رفعت الشركة دعوى قضائية ضد شركة بروديجي سيرفيسز. لتهمة التشهير في إحدى محاكم نيويورك، في قضية لها آثار قانونية واسعة
وكانت الشركة موضوع العديد من الإجراءات التأديبية التي قدمتها ناسد ابتداء من عام 1989. وأغلقت الشركة في كانون الأول / ديسمبر 1996، وفي عام 1999 وجه إلى بيلفورت وبوروش اتهامات تتعلق بتزوير الأوراق المالية وغسيل الأموال
واعترف بلفور وبوروش في وقت لاحق بالذنب في عشر تهم تتعلق بتزوير الأوراق المالية وغسيل الأموال، واعترفوا بأنهم قاموا بذلك لمدة سبع سنوات، بتشغيل مخطط قاموا فيه بتلاعب أسهم ما لا يقل عن 34 شركة. وكجزء من صفقة الاستئناف، حصلوا على وقت أقل في السجن، مقابل تعاونهم مع المدعين العامين في تحقيقاتهم في إخبارهم بالأشخاص المتورطين في هذه القضية
حكم على جوردان بيلفورت بالسجن لمدة اربع أعوام مع كفالة 10 مليون دولار، لكنه لم يقضي في السجن إلا 22 شهر

## في وسائل الإعلام

ملصق فيلم ذئب وول ستريت

في عام 2013 تم إنتاج فيلم ذئب وول ستريت وهو يحكي قصة جوردان بيلفورت وكيف استطاع بناء الشركة وتم عمله على أساس مذكرات جوردان بيلفورت التي كتبها وهو في السجن. الفيلم من إخراج مارتن سكورسيزي. وبطولة ليوناردو دي كابريو بدور جوردان بيلفورت  وجوناه هيل بدور دوني أزوف وهي شخصية خيالية (المراد منها بيان شخصية داني بوروش) الذي كان جوردان بيلفورت يعتمد عليه بشكل فضفاض. حقق الفيلم ما يقارب 400 مليون دولار أمريكي